# Tripetalocera
Tripetalocera is een geslacht van rechtvleugeligen uit de familie doornsprinkhanen (Tetrigidae). De wetenschappelijke naam van dit geslacht is voor het eerst geldig gepubliceerd in 1834 door Westwood.

## Soorten
Het geslacht Tripetalocera omvat de volgende soorten:
- Tripetalocera ferruginea Westwood, 1834
- Tripetalocera tonkinensis Günther, 1938